# Книга Еноха
Первая кни́га Ено́ха (Эно́ха; геэз መጽሐፈ ሄኖክ, сокр. «1 Енох») или «Эфиопская книга Еноха» — один из наиболее значимых апокрифов Ветхого Завета, повествует от лица ветхозаветного патриарха Еноха.
Помимо данного текста, существуют ещё Вторая книга Еноха («Славянская» или «Книга тайн») и Третья книга Еноха («Книга небесных Дворцов»).

## Обнаружение книги
Сам текст был неизвестен в Европе до путешествий Джеймса Брюса в конце XVIII века, когда он был обнаружен в составе эфиопской Библии, где входит в канон.
Книга Еноха (часть I, «Книга Гигантов») была третьей по популярности книгой Библии среди Кумранских рукописей, и она представлена 25 свитками.

## Варианты текста
И. Р. Тантлевский сообщает о существовании (помимо Астрономической книги Еноха и Книги исполинов) и приводит перевод 7 вариантов текста 1 Енох.

## Содержание
Текст Книги Еноха содержит 108 глав и разбит на пять книг:
- Книга I (Книга Стражей). Главы 1—36.
Вступление; созерцание природы; схождение двухсот ангелов на землю — они берут в жёны дочерей человеческих, от которых рождаются дети (исполины), уводят человечество с истинного пути; Бог уничтожает их; путешествия Еноха по небесам, земле и преисподней.
По всей вероятности, это наиболее древняя часть, датируемая III веком до н. э.
- Книга II (Книга Притчей). Главы 37—71.
Описание дней Последнего Суда; Енох путешествует по небесам, встречается с Избранником; ему раскрывают все небесные тайны.
Датировки различны — от первой половины I века до н. э. до конца I века н. э.
- Книга III (Книга небесных светил). Главы 72—82.
Вращение небесных тел, показанное Еноху ангелом Уриэлем.
Кумранские фрагменты этого текста датируются концом III — началом II века до н. э.
- Книга IV (Книга сновидений). Главы 83—90.
Видение о разрушении земли; видение об истории земли от Адама до первых дней небесного царства.
Фрагменты на арамейском языке датируются третьей четвертью II века до н. э.
- Книга V (Послание Еноха). Главы 91—108.
Завет Еноха; главы 93:1—14 и 91:12—17 соответственно — так называемое Откровение десяти недель, описывающее историю земли от начала Последнего Суда и творения новых небес.
Датируется I веком до н. э.[7][8][9][неавторитетный источник]

Самые старые фрагменты текста (в основном, из части, именуемой «Книгой стражей (наблюдателей)») датируются примерно 300 годом до н. э., а последняя часть (так называемая «Книга притч»), вероятно, относится к I веку до н. э.
Полностью сохранился только эфиопский перевод. Существуют также два обширных фрагмента текста на греческом, найденные в 1886 году в Египте. В 1952 году в Кумране были обнаружены несколько сотен фрагментов книги на арамейском языке, который считается языком-оригиналом.

## Составляющие
В книге Еноха некоторые части заимствованы из пяти Моисеевых книг. Например, большинство библеистов соглашаются, что 1 Еноха 1:9 является развёрнутым аллегорическим вариантом Второзакония Втор. 33:2. Некоторые библеисты считают, что 1 Еноха включает в себя песню Валаама из книги Чисел. «Книга Притч», вероятно, была вдохновлена книгой пророка Даниила.

## Влияние
Одна из наиболее значительных цитат из 1 Еноха найдена в послании Иуды (Иуд. 1:14): «О них пророчествовал и Енох, седьмый от Адама, говоря: се, идёт Господь со тьмами святых Ангелов Своих». По поводу этой цитаты есть три мнения:
1. Слова Еноха, седьмого от Адама, — действительно слова персонажа из книги Бытия. Так считали все христианские писатели до того, как Константин Тишендорф опубликовал Эфиопскую книгу Еноха, и богословы узнали о связи между 1 Еноха 1 и Второзаконием. Некоторые христиане до сих пор придерживаются точки зрения, что Моисей во Второзаконии 33:2 повторяет реальные слова Еноха из Бытия, которые передавались устно или в манускриптах в Ноевом ковчеге[17].
2. Большинство современных библеистов соглашается, что Иуда не понимал, что 1 Еноха 1:9 были словами Моисея, а не Еноха[18][19][20][21].
3. Другая часть считает, что автор послания Иуды знал о происхождении 1 Еноха 1:9 из Второзакония Втор. 33:2, и что необычная грамматика фразы в греческом языке указывает на то, что Иуда не считал книгу частью Священных Писаний (Енох, «седьмой от Адама», пророчествует лжеучителям, а не о лжеучителях)[22][23]. В подтверждение этой точки зрения сама фраза «седьмой от Адама» взята из 1 Еноха 10:9, то есть, возможно, Иуда указывает на книгу Еноха, а не на исторического Еноха из книги Бытия. Однако некоторые библеисты предполагают, что 1 Еноха 10:9 не было частью текста, доступного Иуде, и что сам Иуда назвал Еноха этой фразой[24].

На сюжеты из книги Еноха ссылаются также Первое (1Пет. 3:19-20) и Второе послание Петра (2Пет. 2:4-5). По мнению некоторых исследователей, Первая книга Еноха также повлияла на автора Откровения Иоанна Богослова.
Апокриф псевдо-Еноха[кто?] в первые три века был весьма популярен среди христиан, на него ссылались Отцы Церкви Иустин Философ, Ириней Лионский, Климент Александрийский, Тертуллиан, Ориген Книга существенно повлияла на христианскую демонологию и ангелологию, в ней впервые упоминаются (глава XX) имена четырёх архангелов: Уриил, Рагуил, Сариил и Иерахмиил.

## Переводы
Текст неоднократно переводился на различные языки и переиздавался:
- см. в частности: издания на английском языке 1893 и 1906 годов Архивная копия от 18 июля 2019 на Wayback Machine.

### Переводы на русский язык
- Игоря Тантлевского, 2002, в: И. Р. ТАНТЛЕВСКИЙ — КНИГИ ЕНОХА. Сефер Йецира — Книга Созидания. МОСТЫ КУЛЬТУРЫ, МОСКВА, 2002, ISBN 5-93273-103-6[27].

## Дополнительная информация
В 1888 году в Казани протоиереем Ал. Смирновым были изданы два текста:
1. «Книга Еноха. Историко-критическое исследование» (магист. диссертация, вып. I, Казань, 1888)[28] — с немецкого, опубликован совместно с комментариями;
2. Книга Еноха в русском переводе, Казань, 1888[29] со ссылкой на журнал «Православный собеседник», № 9 с. 120—140; № 10 с. 218—246; № 11 с. 397—412; № 12 с. 449—482[30] — текст без комментариев:
  - включён в сборник: Тантлевский И. Р. Книга Еноха. Сефер Йецира — Книга Созидания. — М.: «Мосты культуры / Гешарим», 2002. — 374 с. ISBN 5-93273-103-6[источник не указан 2069 дней];
  - включён в сборник: Книга загробных видений. — СПб.: Амфора, 2006. — ISBN 5-367-00063-0[источник не указан 2069 дней];
  - cуществует аудиокнига перевода[31].

Текст состоит из 20 глав, которые сгруппированы в 5 частей:
1. Мистическое путешествие Еноха (содержит главы 1—5);
2. Три притчи Еноха (содержит главы 6—12);
3. О небесных светилах (содержит главы 13—14);
4. Два видения Еноха (содержит главы 16—17);
5. Наставление детям (содержит главы 18—20)[32].

Суть произведения состоит в том, что 200 ангелов приземлились на горе Ермон, брали себе в жёны земных женщин и породили исполинов и магов, после чего переполнившаяся грешниками Земля была подвергнута Потопу (главы 6—10, по изданию Смирнова). В канонической книге Бытия эти существа именуются сыны Божии (Быт. 6:2).
Соотношение этих текстов с текстом, состоящим из 108 глав — является предметом исследования.